# Big Bash League 2021/22
Die Big Bash League 2021/22 war die elfte Saison dieser australischen Twenty20-Cricket-Meisterschaft. Das Turnier fand vom 5. Dezember 2021 bis zum 28. Januar 2022 statt. Im Finale konnten sich die Perth Scorchers mit 79 Runs gegen die Sydney Sixers durchsetzen.

## Franchises
Seit der Gründung der Liga nehmen acht Franchises an dem Turnier teil.
| Franchise           | Farbe          | Stadt     | Heimstadion              |
| ------------------- | -------------- | --------- | ------------------------ |
| Adelaide Strikers   | Blau           | Adelaide  | Adelaide Oval            |
| Brisbane Heat       | Türkis         | Brisbane  | The Gabba                |
| Hobart Hurricanes   | Lila           | Hobart    | Blundstone Arena         |
| Melbourne Renegades | Rot            | Melbourne | Marvel Stadium           |
| Melbourne Stars     | Grün           | Melbourne | Melbourne Cricket Ground |
| Perth Scorchers     | Orange         | Perth     | Optus Stadium            |
| Sydney Sixers       | Pink           | Sydney    | Sydney Cricket Ground    |
| Sydney Thunder      | Electric Green | Sydney    | Spotless Stadium         |

## Format
Die acht Franchises spielen in einer Gruppe gegen jedes andere Team jeweils zwei Mal. Die fünf Erstplatzierten der Gruppe qualifizieren sich für die Playoffs die im Page-Playoff-System ausgetragen werden.

## Kaderlisten
Die Teams benannten die folgenden Kader.
| Twenty20 | Twenty20 | Twenty20 | Twenty20 |
| Adelaide Strikers | Brisbane Heat | Hobart Hurricanes | Melbourne Renegades |
| --- | --- | --- | --- |
| - Travis Head (K) - Alex Carey (VK) - Wes Agar - Danny Briggs - Liam O’Connor - Harry Conway - Ryan Gibson - Rashid Khan - Spencer Johnson - Harry Nielsen - Matt Renshaw - Phil Salt - Liam Scott - Matt Short - Peter Siddle - Cameron Valente - Jake Weatherald - Jon Wells - Daniel Worrall                                                            | - Jimmy Peirson (K) - Tom Abell - Tom Banton - Xavier Bartlett - James Bazley - Max Bryant - Tom Cooper - Ben Duckett - Sam Heazlett - Matthew Kuhnemann - Marnus Labuschagne - Chris Lynn - Michael Neser - Mark Steketee - Connor Sully - Mitchell Swepson - Mujeeb Ur Rahman - Jack Wildermuth - Matthew Willians        | - Matthew Wade (K) - Peter Handscomb (VK) - Scott Boland - Johan Botha - Tim David - Nathan Ellis - James Faulkner - Ben McDermott - Jake Doran - Colin Ingram - Will Jacks - Caleb Jewell - Sandeep Lamichhane - Dawid Malan - Riley Meredith - David Moody - Mitchell Owen - Wil Parker - Keemo Paul - D’Arcy Short - Aaron Summers - Charlie Wakim - Nick Winter - Macalister Wright | - Nic Maddinson (K) - Shaun Marsh (VK) - Kane Richardson (VK) - Cameron Boyce - Unmukt Chand - Zak Evans - Aaron Finch - Jake Fraser-McGurk - Sam Harper - Marcus Harris - Mackenzie Harvey - Zahir Khan - Josh Lalor - Jonathan Merlo - Mohammad Nabi - James Pattinson - Mitchell Perry - Jack Prestwidge - James Seymour - Brayden Stepien - Will Sutherland - Reece Topley |
| Melbourne Stars | Perth Scorchers | Sydney Sixers | Sydney Thunder |
| - Glenn Maxwell (K) - Marcus Stoinis (VK) - Joe Burns - Hilton Cartwright - Nathan Coulter-Nile - Jackson Coleman - Andre Fletcher - Seb Gotch - Liam Hatcher - Dilbar Hussain - Clint Hinchliffe - Nick Larkin - Nic Maddinson - Lance Morris - Tom O’Connell - Nicholas Pooran - Will Pucovski - Sam Rainbird - Haris Rauf - Billy Stanlake - Adam Zampa | - Mitchell Marsh (K) - Andrew Tye (VK) - Ashton Agar - Cameron Bancroft - Jason Behrendorff - Laurie Evans - Cameron Gannon - Cameron Green - Liam Guthrie - Peter Hatzoglou - Josh Inglis - Matt Kelly - Colin Munro - Joel Paris - Kurtis Patterson - Jhye Richardson - Corey Rocchiccioli - Ashton Turner - Sam Whiteman | - Moises Henriques (K) - Daniel Hughes (VK) - Sean Abbott - Jackson Bird - Carlos Brathwaite - Dan Christian - Ben Dwarshuis - Tom Curran - Jack Edwards - Mickey Edwards - Hayden Kerr - Nathan Lyon - Ben Manenti - Josh Philippe - Lloyd Pope - Steve O’Keefe - Jordan Silk - James Vince                                                                                            | - Usman Khawaja (K) - Chris Green (VK) - Sam Billings - Jonothan Cook - Ben Cutting - Oliver Davies - Brendan Doggett - Matt Gilkes - Alex Hales - Baxter Holt - Saqib Mahmood - Nathan McAndrew - Alex Ross - Daniel Sams - Gurinder Sandhu - Jason Sangha - Tanveer Sangha - Chris Tremain - Sam Whiteman                                                                    |

## Gruppenphase
Tabelle
| Teams               | Sp. | S  | N  | U | R | NR | BP | Punkte | NRR    |
| ------------------- | --- | -- | -- | - | - | -- | -- | ------ | ------ |
| Perth Scorchers     | 14  | 11 | 3  | 0 | 0 | 0  | 7  | 40     | +0.926 |
| Sydney Sixers       | 14  | 9  | 4  | 0 | 0 | 1  | 6  | 35     | +1.027 |
| Sydney Thunder      | 14  | 9  | 5  | 0 | 0 | 0  | 8  | 35     | +0.725 |
| Adelaide Strikers   | 14  | 6  | 8  | 0 | 0 | 0  | 10 | 28     | +0.237 |
| Hobart Hurricanes   | 14  | 7  | 7  | 0 | 0 | 0  | 6  | 27     | −0.332 |
| Melbourne Stars     | 14  | 7  | 7  | 0 | 0 | 0  | 5  | 26     | −0.222 |
| Brisbane Heat       | 14  | 3  | 11 | 0 | 0 | 0  | 7  | 16     | −0.910 |
| Melbourne Renegades | 14  | 3  | 10 | 0 | 0 | 1  | 5  | 16     | −1.477 |

## Playoffs

### Spiel A
| 21. Januar Scorecard | Melbourne (MCG) | Adelaide Strikers 188-6 (20)          | – | Hobart Hurricanes 166 (19.4) |
|                      |                 | Adelaide Strikers gewinnt mit 22 Runs |   |                              |

### Spiel B
| 22. Januar Scorecard | Melbourne (MS) | Perth Scorchers 189-3 (20)          | – | Sydney Sixers 141 (19.1) |
|                      |                | Perth Scorchers gewinnt mit 48 Runs |   |                          |

### Spiel C
| 23. Januar Scorecard | Melbourne (MCG) | Adelaide Strikers 184-6 (20)         | – | Sydney Thunder 178-6 (20) |
|                      |                 | Adelaide Strikers gewinnt mit 6 Runs |   |                           |

### Spiel D
| 26. Januar Scorecard | Sydney (SCG) | Adelaide Strikers 167-4 (20)                     | – | Sydney Sixers 170-6 (20) |
|                      |              | Sydney Sixers gewinnt mit 4 Wickets (D/L method) |   |                          |

### Finale
| 28. Januar Scorecard | Melbourne (MS) | Perth Scorchers 171-6 (20)          | – | Sydney Sixers 92 (16.2) |
|                      |                | Perth Scorchers gewinnt mit 79 Runs |   |                         |